# ألانوزين
ألانوزين (بالإنجليزية: Alanosine)‏ (ويدعى أيضاً SDX_102) وهي مادة تمت دراستها لعلاج سرطان البنكرياس.
إذ لا يتم أيضها أي لا يتم استخدامها داخل الجسم سواء في البناء أو الهدم. يتم استخدامها كواحدة من بعض العلاجات التجريبية التي تجرى على المرضى الذين يعانون من سرطان البنكرياس المميت، وذلك عندما يكون العلاج الكيماوي الذي يتم استخدامه بشكل أساسي غير مجدي.